# Monte Rotui
Il monte Rotui è un rilievo dell'isola di Moorea in Polinesia francese la cui cima culmina a 899 metri. Il monte si erge nella parte settentrionale dell'isola e, con la sua mole, separa la baia di Cook dalla gemella baia di Opunohu.